# Tien jaar levensecht
Tien jaar levensecht is het eerste album met muzikale hoogtepunten van de Nederlandse zanger Guus Meeuwis. Het album, verschenen in 2004, omvat zijn grootste hits, aangevuld met persoonlijke favorieten en twee nieuwe singles. Meeuwis' persoonlijke favorieten zijn het duet Bondgenoot, dat hij tijdens zijn theatertournee in 2004 opnieuw opnam met de Vlaamse groep Mama's Jasje en een nieuwe studioversie van Toen ik je zag. Laatstgenoemde wordt tevens uitgebracht als single. De twee nieuwe nummers op het album zijn Ze Komt Naar Huis en Mooier Dan Ik Dacht. Dit nummer schreef Meeuwis in de nacht waarin zijn dochter Sarah werd geboren.
Meeuwis nam eerder een cover van André Hazes' nummer Geef mij je angst op als B-kant van de single Ik wil je. Dat deed hij ter gelegenheid van het zilveren jubileumconcert van Hazes in 2003. Het geheel was een idee van radio-dj Edwin Evers, met wie hij in 2004 het 'duet' Waar Moet 'Ie In? opnam. Dit ter gelegenheid van het EK Voetbal in Portugal. Evers parodieert op de plaat de voetbalbroertjes Frank en Ronald de Boer. De opbrengst van de single ging volledig naar de stichting Spieren Voor Spieren.
Na het overlijden van Hazes vraagt zijn vrouw Rachel of Guus het nummer Geef Mij Je Angst ten gehore wil brengen tijdens de afscheidsplechtigheid in de Amsterdam ArenA. Na de begrafenis van Hazes stijgt het nummer naar de hoogste positie van de Top 40. Tien Jaar Levensecht verschijnt kort daarna. Geef Mij Je Angst wordt uitgeroepen tot Hit van het jaar 2005, een titel die Guus tien jaar eerder ontving voor Het Is Een Nacht.
Het album werd bekroond met een dubbelplatina plaat, wat inhoudt dat er minstens 140.000 exemplaren van verkocht zijn.

## Tracklist
1. "Het is een nacht... (Levensecht) [live versie]" (G. Meeuwis) – 4:43
2. "Ik wil je" (J. van Eykeren, W. Grootaers, E. Wauters, B. Bergen) – 3:33
3. "Mooier dan ik dacht" (G. Meeuwis, J. Rozenboom) – 4:26
4. "Brabant" (G. Meeuwis, J. Rozenboom) – 3:27
5. "'t Dondert en 't bliksemt" (G. Meeuwis, J. Rozenboom, R. van Beek, A. Kraamer, R. Schrijen, E. Boerenkamps, M. Meeuwis) – 3:12
6. "Verliefd zijn" (G. Meeuwis) - 3:27
7. "Op straat [theaterversie]" (G. Meeuwis, R. McTell) – 4:24
8. "Toen ik je zag [2004]" (G. Meeuwis, J. Rozenboom) – 4:52
9. "Haven in zicht [theaterversie]" (H. Kooreneef, J. Rozenboom) – 4:34
10. "Bondgenoot" Duet met Mama's Jasje (H. Koreneef, P. Jakobsen) – 3:21
11. "Ik tel tot drie" (G. Meeuwis, J. Rozenboom) – 4:08
12. "Per spoor (Kedeng kedeng)" (G. Meeuwis) – 4:12
13. "Ze komt naar huis" (G. Meeuwis, J. Rozenboom) – 4:20
14. "Zo ver weg" (B. Destrycker) - 3:33
15. "Geef mij je angst" (A. Hazes, U. Jürgens, M. Kunze) - 3:43